# فيا للتقنيات
فيا للتقنيات (بالإنجليزية: VIA Technologies)‏ هي التايوانية لصناعة الدوائر المتكاملة، أساسا رقائق اللوحة الأم، وحدات المعالجة المركزية، والذاكرة، وتشكل جزءا من مجموعة فورموزا للمواد البلاستيكية. ومن أكبر الشركات في العالم لصناعة رقائق اللوحة الأم.

## تاريخ الشركة
- تأسست الشركة بداية في وادي السيليكون في كالفورنيا على يد ون تشي تشن (陈文琦) سنة 1987, ون تشي تشن كان يعمل في إنتل ثم سينفوني قبل أن يقوم بتأسيس الشركة الجديدة الذي تحول مقرها إلى تايبيه سنة 1992.
- في سنة 1999 دخلت فيا للتقنيات عالم x86 وقامت بإنتاج معالجات VIA C3 وVIA C7 وهي معالجات دقيقة تنتمي لمنصة إبيا.
- في سنة 2001 ثم إنشاء مشروع s3graphics لعتاد الرسوميات والجرافيكس، والذي شهد ازدهارا كبيرا في وقت لاحق.
- احتفلت فيا مع شركة AMD في فبراير من سنة 2005 بإنتاج 100 مليون رقاقة فيا أي أم دي.
- في صيف 2008 أعلنت فيا عن بداية دعم بطاقات التسارع للثنائي الأبعاد 2D في نظام التشغيل الحر لينكس ويتوقع أن تعلن قريبا عن دعم بطاقات التسارع للثلاثي الأبعاد 3D.

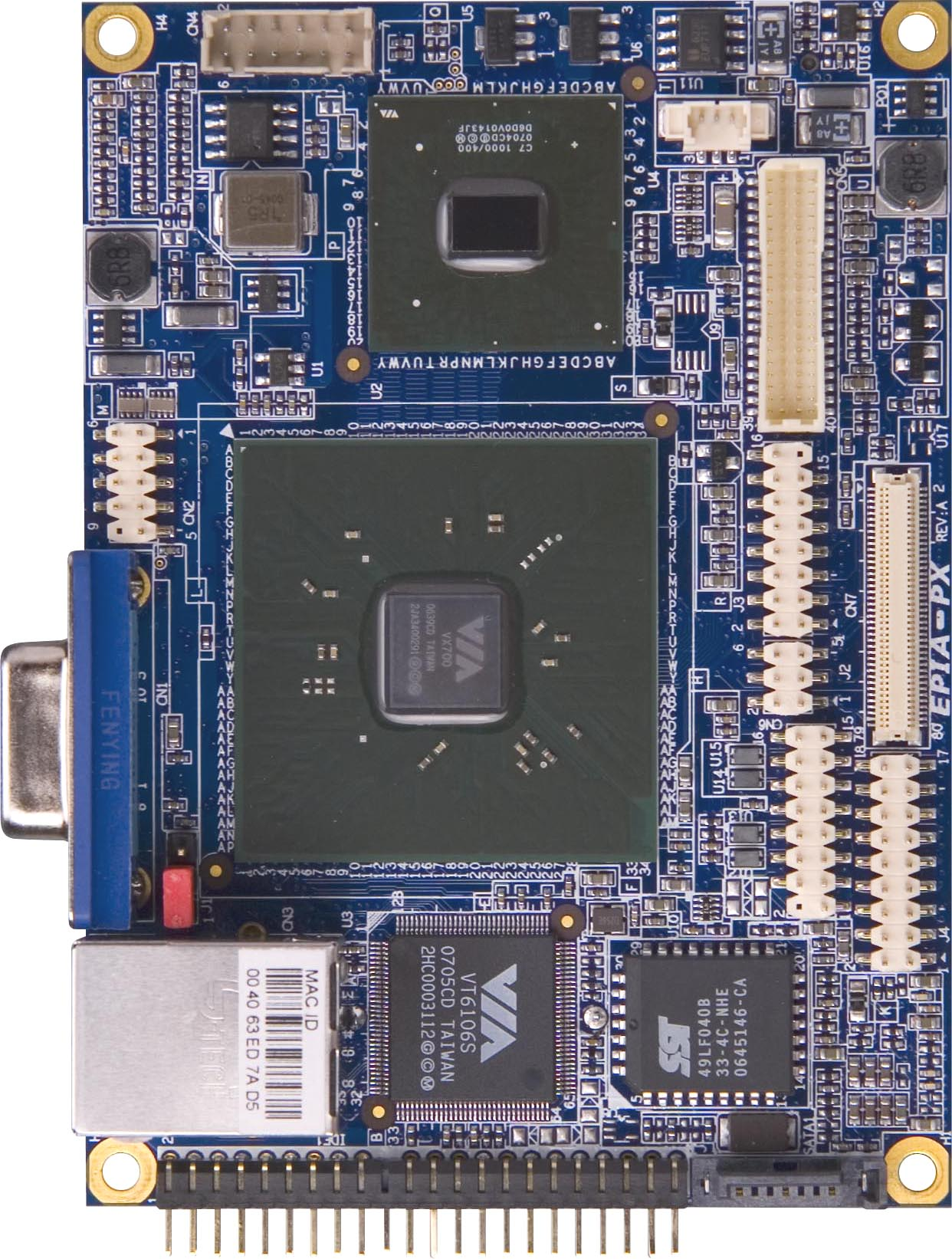
VIA إبيا PX-10000 Pico-ITX board

## المنتجات
تنتج فيا جميع ما يتعلق بعتاد الحواسيب تقريبا، حيث تنتج اللوحات الأم والمعالجات بالإضافة إلى بطاقات العرض وبطاقات الشبكة وبطاقات الصوت والمايكروفون وأيضا أنواع خاصة من الحواسيب والحواسيب الصناعية ومنتجاتها تشكل ازدهارا وتحقق مبيعات جيدة حول العالم.

## وصلات خارجية
- موقع شركة فيا للتقنيات.
- موقع فيا أرينا لتنزيل التعاريف.
- مركز كروم.